# Кірьяк Аркадій Генадійович
Арка́дій Геннадійович Кірьяк — солдат Збройних сил України.
Станом на 2013 рік — абітурієнт на заочній формі навчання, Уманський державний педагогічний університет імені Павла Тичини.

## Нагороди
За особисту мужність, сумлінне та бездоганне служіння Українському народові, зразкове виконання військового обов'язку відзначений — нагороджений
- орденом «За мужність» III ступеня (3.11.2015).